# Teresinha (canção)
"Teresinha" é uma canção composta pelo cantor e compositor brasileiro Chico Buarque, para a sua peça teatral Ópera do Malandro, e lançada no álbum homônimo.
Composta entre 1977 e 1978, a canção foi regravada posteriormente por diversos outros artistas, como Maria Bethânia e Oswaldo Montenegro. Foi utilizada pelo grupo de dança Contato em seu espetáculo Mulheres de Francisco, e pelo Zazueira Trio. É uma das composições do autor que se notabilizaram pela decantação de um "eu" feminino, retratando temas a partir do ponto de vista das mulheres.
Trata-se de uma adaptação da cantiga infantil popular brasileira, "Teresinha de Jesus".

## Paródia dos Trapalhões
Na década de 1970 foi parodiada pelo grupo Os Trapalhões. No vídeo, no qual a canção é cantada por Maria Bethânia, Didi é Terezinha, Zacarias, é o primeiro, aquele que não nega nada, e Mussum é o segundo, o que não entrega nada. Então Terezinha só se entrega pro terceiro, que foi representado pelo próprio Didi, que se instala posseiro no coração de Teresinha.